# Horgony

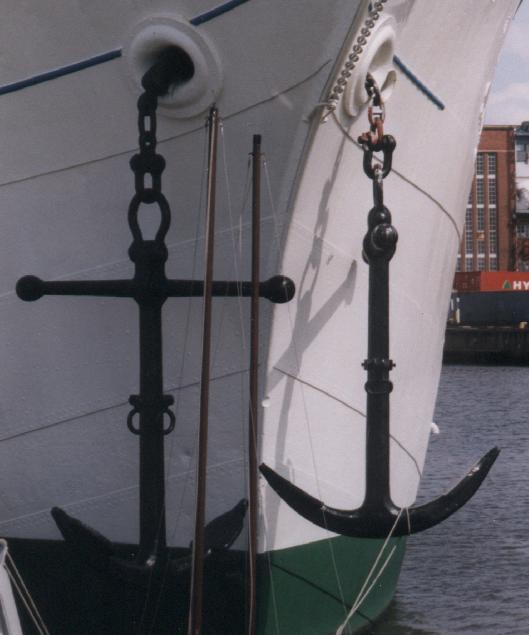
Kapás horgonyok egy hajón

A horgony a horgonyzat legfőbb része, mely a hajó egy helyben tartására szolgál.

## A horgonyzásra szolgáló eszközök fejlődése
A régi időben a föníciaiaknál, sőt még később is, e célra nagy kődarabokat (kőtömböket) vagy súlyos vasdarabokat használtak, melyek kötelekre kötve és a vízbe dobva a tengerfenékhez való súrlódásuk által akadályozták meg a hajó  eltereltetését a helyéről. Később az ilyen vasdarabot egy magát a tengerfenékbe vájó kampóval látták el (egykarú horgony a régi görögöknél és később az uszoroknak a kikötőkben való lehorgonyozásánál voltak használatosak), végül két, egymással szemben kifelé álló kampóval (karral, ággal). Ezeknél a régi horgonyoknál a horgonytest súlya tartotta a hajót. Csak a horgony további tökéletesítésénél váltak mérvadóvá e tekintetben a kampók.

## A horgony részei
A kovácsolt vasból készült horgonynak – abban az alakjában, amelyben Nagy Sándor idejétől egész mostanáig jellemző – a következő részei vannak:
A horgonyrúd (nyél, szár), ami egy a horgony középső részét képező súlyos vasrúd, melynek egyik végén a horgonylánc megerősítésére szolgáló horgonykarika, a másik végén pedig két, kissé görbített, egymás ellen és kifelé álló horgonyág vagy horgonykar van.
A horgonyágak vége, a horgonysaru vagy kapa lapos D alakú, ezzel vájja be magát a horgony a földbe, vagyis tengerészeti nyelven a horgonyfenékbe.
Azért, hogy a vízbe vetett horgony két ágával ne dőlhessen laposan a tenger fenekére, a horgony nyakán - a horgonyrúd felső vékonyabbik része - az úgynevezett horgonydúc vagy horgonyfa található. Ez egy négyszögletes, két végén gömbölyűre faragott fa, melyet az ágak összekötő tengelyére függőlegesen erősítenek a horgonynyakhoz. A húzás, melyet a szél vagy áramlat befolyása alatt álló hajó gyakorol a horgonylánc által a horgonyra, ezt csak úgy fektetheti, hogy a horgonyfa laposan a mederfenékre fekszik és a horgonykarok, illetve ezek sarui a földbe nyomódnak.
A 19. század elejéig a horgonyláncot - melyet állítólag Caesar Anglia inváziójánál is használt már - erős és megfelelően vastag horgonykötelek helyettesítették. A horgonykötél hátránya a horgonylánccal szemben, hogy nyúlásra hajlamos, illetve csekély saját tömege miatt nem képes a horgonyszárat a mederben vízszintes helyzetben tartani, így a horgony -és vele a hajó- megcsúszhat. A horgonylánc a kötéllel szemben szemben jelentős saját tömege miatt képes a horgonyt a mederben közel vízszintes helyzetben tartani, ami megakadályozza a horgony elmozdulását.
A horgonylánc anyaga általában acél, míg a horgonykötél anyaga körszövött műanyagkötél (poliamd stb.) Ritkább esetben használják még horgonykötélnek a polipropilént is, ami felúszó tulajdonságú kötél, a horgony elvesztése esetén a kötél segítségével megtalálható a horgony.

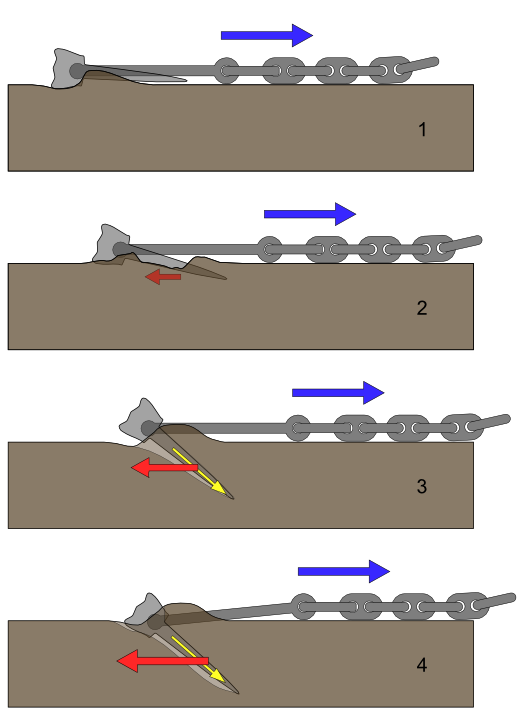
Horgony lefektetése

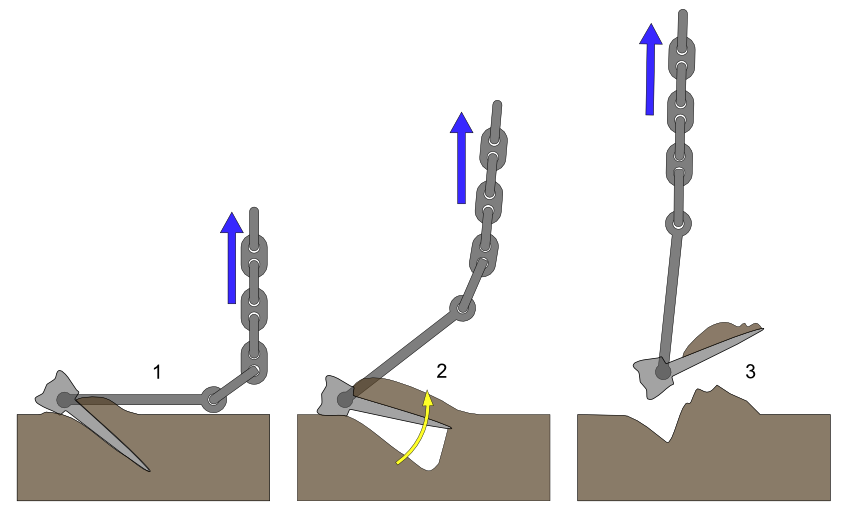
Horgony kiemelése

## A horgonyzás művelete
A legjobb horgonyálló vízfenék az agyagfenék. Kavicsos vízfenékben a horgony működése bizonytalan, homokfenékben pedig a homok laza jellege miatt a karok nem tartanak, és a hajó "a horgony előtt tereltetik".
A legjobb horgonyzóhely – nem tekintve annak nautikai jellegét, valamint a fenék minőségét – a 12-25 m mélységű víz. A legnagyobb mélység, amelyben, tekintettel a lánc hosszúságára, még horgonyt lehet vetni, 40 m, mivel a láncréseken még legalább háromszor olyan hosszú láncot kell a horgony után bocsátani, mint amennyi a víz mélysége, sőt erős szélben 4-6-szor annyit is, mert minél hosszabb lánc tartja a hajót, annál inkább vízszintessé válik a húzás iránya és a horgonykapa annál kevésbé rántható ki a fenéktalajból.
A horgony vetése előtt a hajó külső oldalfalazatán a horgonypárnákon (erős fadarabok) fekszik, ahol a csúsztatókészülék láncai tartják; a horgonylánc a karikából az elől lévő láncréseken át a hajó belsejébe és ott a láncfülkébe vezet. A horgony vízbe dobását horgonyvetésnek, a horgonynak a vízből való kihúzását horgonyemelésnek nevezik. Az elsőt a csúsztatókészülék segítségével végzik, míg a horgony emelése érdekében magát a hajót a járgány körül tekert lánc bevonása által egészen a horgony fölé húzzák, és ott a járgány további forgatása folytán, amikor a lánc már függőlegesen áll, a horgonyt kiemelik a vízből. Ha a körülmények vagy a horgonykar valamilyen sziklahasadékba való beszorulása nem tenné lehetővé a horgony kiemelését, akkor a láncot egy kengyelénél kikapcsolják, és a láncvégre egy megfelelő hosszú kötélre egy úszó jelet, mint tonnát vagy fadarabot erősítenek, hogy más alkalommal – esetleg búvárok segítségével – a horgonyt utólag kiemelhessék.
Nagyobb hajókon 2-3, hadihajókon 4-5 nehéz és 3-4 könnyebb horgony van. A két legfőbb horgony az anyahorgony, elől és oldalanként a hajó homlokrészén, hadihajókon a hasonló nehéz párkányhorgony oldalanként az előárbóc párkányzata alatt, kereskedelmi vitorláshajókon az úgynevezett reményhorgony a felső fedélzet elől lévő lépcső-vék nyílásába állítva van elhelyezve; ez utóbbit használat esetén először ki kell onnan emelni, és vetése előtt a horgonydarura kell akasztani. A könnyű horgonyhoz tartozik a tengeri hajókon még a folyamhorgony, és valamennyi hajón a kukázó, a segédhorgony és a kis négyágú vasmacska. Ez utóbbit tengeri hajókon leginkább csak a tengerfenékre esett tárgyaknak megkeresésére és kiemelésére használják. A hajók anyahorgonyának súlya természetesen a hajók nagyságától függ; szabály szerint a hajó szélességének négyzetével áll arányban. Mind a horgony, mind a lánc annál nagyobb erőkifejtésnek van kitéve, minél nagyobb a hajó elejének a szél által ért felülete. Ebből kifolyólag egyenlő nagyságú hajók közül azok, amelyek elől keskenyebbek, könnyebb horgonyt igényelnek, mint a teltebbek. A horgony tartósságát, amitől sok ember élete és a szállított áru biztonsága is függ, szigorú vizsgálatokkal (horgonypróba) ellenőrzik, amit vagy hidraulikus gépek feszítőerejének a horgonyra való hatása segítségével végeznek, vagy pedig úgy, hogy a horgonyt megfelelő magasságból sziklákra ejtik, aminek során semmilyen nagyobb deformálást nem szabad mutatnia.
Kishajókon és sporthajókon (vagyis a 20 méternél rövidebb hajókon) hatósági előírás, hogy két horgonnyal kell rendelkezni. A főhorgonynak a kishajók 5. számú felszerelési jegyzékének megfelelő méretűnek és súlyúnak kell lennie (egy 12 méter hosszú kishajó esetében pl. 10 kg tömegűnek) míg a tartalékhorgony lehet a főhorgony tömegének 75%-a.
Kishajókon a horgonyzás művelete a következő lépésekből áll:1.  védett horgonyzóhely keresése (10 méternél ne legyen mélyebb a víz) 2. a hajó széllel szembeni megállítása, 3. a horgony leengedése 4. tolatási manőver, hogy a horgony beásódjon a mederbe 5. a horgony ellenőrzése, nappali jelzőtest (fekete gömb) vagy a pozíciófények felkapcsolása.

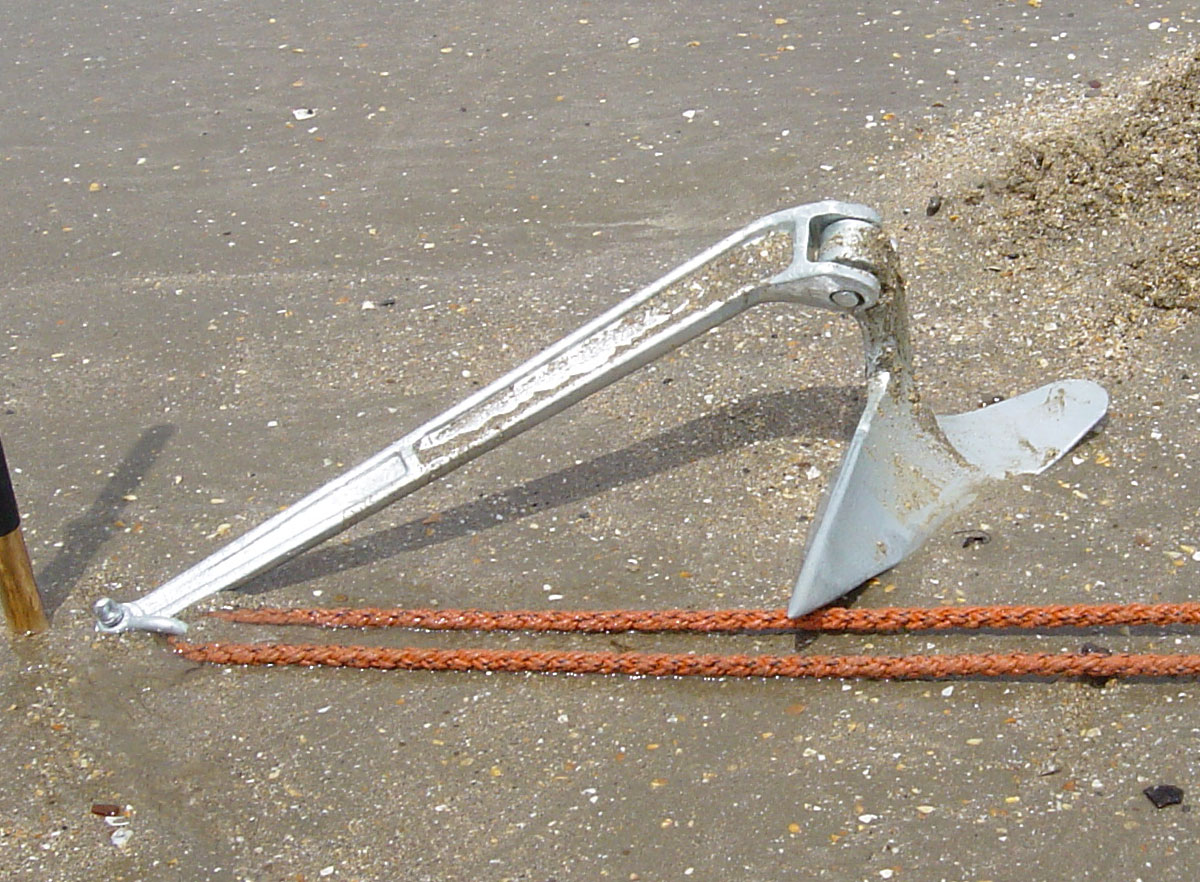
Csuklós ekevas horgony

## Horgonytípusok
Szerkezet szempontjából többféle horgony létezik, melyek közül, a legnevezetesebbek a Porter-féle horgony mozgókarokkal, a Martin-féle horgony pedig mozgó- és a horgonyfával vagy dúccal párhuzamosan (nem keresztbe) fekvő karokkal, melyek egyszerre vájódnak a fenékagyagba.
A horgonytípusokat tekintve nagy különbség van a nagyhajók (20 méternél hosszabb hajók) és a kishajók (20 méternél rövidebb hajók) horgonyai között. Nagyhajókon a horgony tömege fontos tényező, míg kishajókon a horgony tömege csekély, inkább a horgonykapák alakja, kialakítása a fontos tényező. Ennek magyarázata, hogy nagyhajókon erős horgonycsörlők segítik a horgony mozgatását, míg kishajókon gyakran kézi erővel történik, emiatt nem lehetnek nehezek ezek a horgonyok.
A képen egy jellegzetes kishajó horgony látható: az eke horgony, másik nevén CQR horgony. Nevét az ekevashoz való hasonlósága miatt kapta. Remekül beássa magát iszapos és homokkal borított mederbe. További gyakori kishajó horgonytípusok: billenőkapás Danforth horgony (iszapos mederben tart jól) Bruce-féle horgony (a legtöbb mederanyagban jól tart) esernyőhorgony (összecsukható, emiatt csónakokon előszeretettel alkalmazzák).

## A horgony mint szimbólum
A horgony általában a tengerészet jelképe. Átvitt értelemben a reményé és az állhatatosságé; a régi indiaiaknál pedig a béke és a hírnökök jelének tekintették.